# Campionat d'Espanya d'hoquei sobre patins femení 2002
El Campionat d'Espanya d'hoquei sobre patins femení 2002 fou la desena edició de la competició. Se celebrà el cap de setmana del 3, 4 i 5 de maig de 2002 al Pavelló municipal d'Ordes, La Corunya, i fou organitzat per la Federació Espanyola de Patinatge. Hi participaren vuit equips, procedents de la lliga catalana, el CE Arenys de Munt i el CP Voltregà, gallega i interautonòmica. El campionat se celebrà en dues fases, la primera en format de fase regular i la segona en format d'eliminació directa, amb semifinals i final. A la primera, els clubs participants es distribuïren en dos grups de quatre equips cadascun. Els dos primers classificats d'ambdós grups accediren directament a la fase final del campionat.
Es proclamà campió el Club Patí Voltregà, que aconseguí el seu primer títol de campió d'Espanya.

## Clubs participants
- Centre d'Esports Arenys de Munt
- Castrelos Hockey Club
- Asociación Deportiva Dugan
- Club Patín Ordes
- Club Patí Paiporta
- Santa María del Pilar
- Sporting Contact
- Club Patí Voltregà

## Primera fase

### Fase regular

#### Grup A
| 3 de maig de 2002 | CE Arenys de Munt | 7-0     | CP Ordes | Ordes             |  |
|                   |                   | Notícia |          | Pavelló municipal |  |

|  | CP Ordes | vs. | AD Santa Maria del Pilar | Ordes             |  |
|  |          |     |                          | Pavelló municipal |  |

| 3 de maig de 2002 | CE Arenys de Munt | 5-0     | AD Santa Maria del Pilar | Ordes             |  |
|                   |                   | Notícia |                          | Pavelló municipal |  |

|  | CP Ordes | vs. | CP Paiporta | Ordes             |  |
|  |          |     |             | Pavelló municipal |  |

|  | AD Santa Maria del Pilar | vs. | CP Paiporta | Ordes             |  |
|  |                          |     |             | Pavelló municipal |  |

| 4 de maig de 2002 | CE Arenys de Munt | vs. | CP Paiporta | Ordes             |  |
|                   |                   |     |             | Pavelló municipal |  |

#### Grup B
| 3 de maig de 2002 | CP Voltregà | 15-2    | AD Dugan | Ordes             |  |
|                   |             | Notícia |          | Pavelló municipal |  |

| 3 de maig de 2002 | CP Voltregà | 13-0    | Sporting Contact | Ordes             |  |
|                   |             | Notícia |                  | Pavelló municipal |  |

|  | AD Dugan | vs. | Sporting Contact | Ordes             |  |
|  |          |     |                  | Pavelló municipal |  |

| 4 de maig de 2002 | Castrelos HC | vs. | CP Voltregà | Ordes             |  |
|                   |              |     |             | Pavelló municipal |  |

|  | Castrelos HC | vs. | AD Dugan | Ordes             |  |
|  |              |     |          | Pavelló municipal |  |

|  | Castrelos HC | vs. | Sporting Contact | Ordes             |  |
|  |              |     |                  | Pavelló municipal |  |

## Fase final

### Quadre de competició
|  | Semifinals            | Semifinals        |                     |   | Final | Final |
|  |                       |                   |                     |   |       |       |
|  | 4 de maig             |                   |                     |   |       |       |
|  |                       |                   |                     |   |       |       |
|  | CP Voltregà           | 4                 |                     |   |       |       |
|  | CP Voltregà           | 4                 | 5 de maig           |   |       |       |
|  | Santa María del Pilar | 0                 |                     |   |       |       |
|  | Santa María del Pilar | 0                 | CP Voltregà         | 3 |       |       |
|  | 4 de maig             |                   | CP Voltregà         | 3 |       |       |
|  |                       | CE Arenys de Munt | 2                   |   |       |       |
|  | CE Arenys de Munt     | CE Arenys de Munt | 2                   | 9 |       |       |
|  | CE Arenys de Munt     |                   |                     | 9 |       |       |
|  | Castrelos HC          | 0                 |                     |   |       |       |
|  | Castrelos HC          | 0                 | Tercer i quart lloc |   |       |       |
|  |                       |                   |                     |   |       |       |
|  | 5 de maig             |                   |                     |   |       |       |
|  |                       |                   |                     |   |       |       |
|  | Castrelos HC          |                   |                     |   |       |       |
|  |                       |                   |                     |   |       |       |
|  | Santa Maria del Pilar |                   |                     |   |       |       |

### Semifinals
A la primera semifinal, el CP Voltregà vencé amb claredat a l'AD Santa María del Pilar per 4 a 0 i es classificà per a disputar la seva primera final.

#### CP Voltregà vs. AD Santa María del Pilar
| CP Voltregà | 4‐0     | AD Santa María del Pilar |
| ----------- | ------- | ------------------------ |
|             | Notícia |                          |

Pavelló municipal, Ordes

#### CE Arenys de Munt vs. Castrelos HC
A la segona semifinal, el CE Arenys de Munt guanyà amb molta superioritat al Castrelos HC per 9 a 0 i es classificà per a disputar la seva quarta final consecutiva.
| CE Arenys de Munt | 9‐0     | Castrelos HC |
| ----------------- | ------- | ------------ |
|                   | Notícia |              |

Pavelló municipal, Ordes

### Tercer i quart lloc
| Castrelos HC | vs. | AD Santa María del Pilar |
| ------------ | --- | ------------------------ |
|              |     |                          |

Pavelló municipal, Ordes

## Final
El CP Voltregà i el CE Arenys de Munt disputaren la final del Campionat d'Espanya de 2002, essent la tercera vegada consecutiva amb la presència de dos equips catalans a la final. Es proclamà campió el CP Voltregà, que guanyà per 3 a 2 al CE Arenys de Munt. Marcaren els gols Maria Ferrón, Carla Giudicci i Mònica Piosa, per part osonenca, i Marina Majó i Raquel Santiago, per part maresmenca.
| CP Voltregà                          | 3‐2     | CE Arenys de Munt       |
| ------------------------------------ | ------- | ----------------------- |
| Ferrón 2' · Giudicci 14' · Piosa 23' | Notícia | Majó 25' · Santiago 39' |

Pavelló municipal, Ordes
| CP Voltregà | CE Arenys de Munt |

| #          | Pos. | Nom            |  |
| ---------- | ---- | -------------- |  |
|            | POR  | Laia Vives     |  |
|            |      | Maria Ferrón   |  |
|            |      | Carla Giudicci |  |
|            |      | Mònica Piosa   |  |
|            |      | Emma Corominas |  |
|            |      | Anna Romero    |  |
|            |      | Núria Fabregó  |  |
|            |      | Eva Vila       |  |
|            |      | Carla Sariol   |  |
|            |      | Trabal         |  |
| Entrenador |      |                |  |
|            |      |                |  |

| Campió d'Espanya d'hoquei sobre patins 2002 |
| ------------------------------------------- |
| CP Voltregà Primer títol                    |

| #          | Pos. | Nom             |  |
| ---------- | ---- | --------------- |  |
|            | POR  | Cristina Roca   |  |
|            |      | Raquel Santiago |  |
|            |      | Marina Majó     |  |
|            |      | Ester Artigas   |  |
|            |      | Noemí Dulsat    |  |
|            |      | Maria Majó      |  |
|            |      | Marín           |  |
|            |      | Morro           |  |
| Entrenador |      |                 |  |
|            |      |                 |  |